# Мария Сибила Мериан
Мария Сибила Мериан (на немски: Maria Sibylla Merian) е германска художничка от швейцарски произход, натуралистка и научна илюстраторка, потомка на франкфуртския клон на швейцарското семейство Мериан, основатели на едно от най-големите издателства в Европа през 17 век.
Мериан получава художественото си обучение от втория си баща Якоб Марел, ученик на художника на натюрморти Георг Флегел. Тя остава във Франкфурт до 1670 г., когато се премества в Нюрнберг, а след това в село Виуверт, Холандия (1685), където престоява в общността на лабадистите до 1691 г., когато отива в Амстердам.
Тя публикува първата си книга с естествени илюстрации, озаглавена „Neues Blumenbuch“, през 1675 г. на 28-годишна възраст. През 1699 г., след осем години рисуване и учене, и с подкрепата на Корнелис ван Аерсен ван Сомелсдийк, тогавашен губернатор на холандската колония Суринам, град Амстердам ѝ дава стипендия, с която да отиде в Южна Америка с дъщеря си Доротея. Тя прекарва две години там докато малария не я принуждава да се завърне в Европа. Тук тя публикува основната си творба, „Metamorphosis insectorum Surinamensium“, през 1705 г., с която става известна. Поради внимателното си наблюдение и документация на метаморфозата на пеперудата, тя се счита за един от най-значителните личности с приноси в полето на ентомологията. Тя е водещ ентомолог на времето си и открива много нови факти за живота на насекомите чрез изследванията си.

## Биография

### Ранен живот и кариера
Мария Сибила Мериан е родена на 2 април 1647 г. във Франкфурт, който тогава е свободен имперски град на Свещената Римска империя, в семейството на швейцарския гравьор и издател Матиас Мериан Стари. Баща ѝ умира три години по-късно и през 1651 г., майка ѝ се омъжва за художника на натюрморти Якоб Марел. Марел насърчава Мериан да рисува. Докато живее в Холандия, неговият ученик Абрахам Миньон я обучава. На 13-годишна възраст тя рисува първите си изображения на насекоми и растения от екземпляри, които е събрала. Относно младостта си, в предисловието на „Metamorphosis insectorum Surinamensium“, Мериан пише:
| “ | Аз прекарах времето си, разучавайки насекоми. В началото започнах с копринени буби в родния си град Франкфурт. Осъзнах, че други гъсеници произвеждат красиви пеперуди или молци и че копринените буби правят същото. Това ме кара да събирам всички гъсеници, които мога, за да наблюдавам как се променят. | ” |

През 1665 г. Мария Сибила се омъжва за ученика на Марел, Йохан Андреас Граф от Нюрнберг, чийто баща бил поет и директор на местната гимназия, едно от водещите училища в Германия през 17 век. Две години по-късно тя ражда първото си дете, Йохана Хелена и семейството се премества в Нюрнберг, родния град на мъжа ѝ. Докато живее там, Мария Сибила продължава да рисува, работейки на пергамент и лен и създавайки дизайни за бродерия. Тя дава уроци по рисуване на неомъжени дъщери на богати семейства (нейната „Jungferncompaney“, т.е. девическа група), което помага на семейство ѝ финансово и повишава социалния му статут. Това ѝ осигурява достъп до най-хубавите градини, поддържани от богатия елит.
През 1681 г. тя се мести във Франкфурт на Майн, за да живее с майка си, след като вторият ѝ баща умира. През 1685 г. семейството се мести във Фризия, където полубрат ѝ Каспар Мериан живее в религиозната общност на лабадистите.

#### Фризия
Жан дьо Лабади основава общност в имение – замъка Вала – във Виуверт, Фризия, който принадлежи на сестрите Ван Аерсен ван Сомелсдийк, които са негови последователки. Тук се извършва печатане и други дейности, включително земеделие и мелене.
В своя апогей общността наброява около 600 души, с много повече последователи извън нея. Посетители идват от Англия, Италия, Полша и другаде, но не всички одобряват строгата дисциплина. На арогантните по природа се дават най-черната работа. Придирчивостта по отношение на храната се преодолява, тъй като от всички се очаква да ядат каквото е сложено пред тях.
Някои бележити посетители са оставили разкази за посещенията си в лабадистката общност, като София Хановерска, майката на крал Джордж I, Уилям Пен, квакерския пионер, който дава името си на американския щат Пенсилвания и английския философ Джон Лок.
През 1690 г. умира майка ѝ.

### Амстердам
През 1691 г. тя се премества с дъщерите си в Амстердам, където среща Каспар Комелин и Стивън Блакаарт. През 1692 г. се развежда със съпруга си.
През 1699 г. град Амстердам спонсорира Мериан да отиде в Суринам в Южна Америка, заедно с по-малката си дъщеря Доротея Мария. Преди да замине тя пише:
| “ | В Холандия, с голямо удивление за това какви красиви животни идват от Източните и Западните Индии. Бях благословена да мога да видя както скъпата колекция на д-р Николаас Вицен, кмет на Амстердам и директор на Източноиндийското дружество и колекцията на г-н Йонас Вицен, секретар на Амстердам. Нещо повече, можах да видя също колекцията на г-н Фредерикус Руйш, доктор по медицина и професор по анатомия и ботаника, г-н Ливинус Винсент и много други хора. В тези колекции открих безброй други насекоми, но в крайна сметка, ако тук техният произход и тяхното възпроизводство са непознати, това поставя въпроса как те се трансформират, започвайки от гъсеници и какавида и т.н. Всичко това, в същото време, ме доведе да предприема дълго мечтаното пътуване до Суринам. | ” |

### Суринам
Мериан работи в Суринам, който включва станалите впоследствие известни като Френска, Холандска и Британска Гвиана, две години, пътувайки из колонията и скицирайки местни животни и растения. Тя критикува третирането на местните и на чернокожите роби от холандските плантатори. Тя записва местни имена за растенията и описва местни употреби. През 1701 г. е принудена да се върне в Холандия поради малария.
Обратно в Холандия, Мериан продава екземпляри, които е събрала и публикува колекция от гравюри на растителен и животински живот в Суринам. През 1705 г. публикува книгата „Metamorphosis Insectorum Surinamensium“ за насекомите на Суринам.
През 1715 г. получава удар и е частично парализирана. Тя продължава работата си, но нейната болест вероятно повлиява на способността ѝ да работи. В по-късен регистър е вписана като живееща в бедност.
Мария Сибила Мериан умира в Амстердам на 13 януари 1717 г. и е погребана четири дни по-късно. Дъщеря ѝ Доротея публикува „Erucarum Ortus Alimentum et Paradoxa Metamorphosis“, сборник с работи на майка си, след смъртта ѝ.

## Научна дейност
Мериан работи като ботаническа художничка. Тя публикува колекция от гравюри на растения през 1675, 1677 и 1680 г. Тя събира и наблюдава живи насекоми и създава подробни рисунки, за да илюстрира тяхната метаморфоза. По нейно време е необичайно някой да бъде заинтересуван от насекомите. Мериан описва жизнените цикли на 186 насекоми, събирайки доказателства, които противоречат на съвременното схващане, че насекомите се „раждат от калта“ чрез спонтанна генерация.
Работата, която Мериан публикува, „Der Raupen wunderbare Verwandlung und sonderbare Blumennahrung“ („Чудната трансформация и странната цветна храна на гъсениците“), е много популярна в някои части на висшето общество, в резултат на това, че е публикувана на немски език. Тя обаче е в значителна степен игнорирана от съвременните учени, защото официалният език на науката все още бил латински.
Мериан също описва много други подробности за еволюцията и жизнения цикъл на насекомите, които тя наблюдава. Например, тя показва, че всяка фаза на метаморфозата от гъсеница до пеперуда зависи от малък брой растения за тяхна храна. Тя забелязва, че следователно яйцата се снасят близо до тези растения.
Мериан е един от първите натуралисти, които наблюдават насекомите директно. Този подход ѝ дава много повече разбиране за техния живот и се различава от начина, по който учените работят по това време.
Преследването на работата ѝ в Суринам е необичайно, особено за жена. Обикновено само мъже получават кралско или правителствено финансиране да пътуват в колониите за откриване на нови животински и растителни видове, да колекционират и да работят там или да се заселват. Научните експедиции по това време не са обичайни. Мериан успява да открие редица преди това непознати животни и растения във вътрешността на Суринам. Тя прекарва време изучавайки и класифицирайки откритията си и описвайки ги подробно. Нейната класификация на пеперуди и молци все още се използва днес. Тя използва местни имена за растенията, които по-късно се употребяват и в Европа:
| “ | Аз създадох първата класификация на всичките насекоми, които имаха какавиди, дневните пеперуди и нощните молци. Втората класификация е на личинките, червеите, мухите и пчелите. Запазих местните имена на растенията, защото те все още се употребяваха в Америка и от местните и от индианците. | ” |

Рисунките на Мериан на растения, жаби, змии, паяци, игуани и тропически бръмбари все още се колекционират по целия свят от аматьори. В гравюра и съпътстващ текст, Мериан е първият европеец, който описва армейски мравки и мравки режещи листа, както и техния ефект върху други организми.
Малко преди смъртта на Мериан, нейните творби са видени в Амстердам от Петър Велики. След смъртта ѝ той придобива значителен брой нейни картини, които все още се пазят в академични колекции в Санкт Петербург.

## Съвременно оценяване
В последната четвърт на 20 век творбите на Мериан са оценени отново, валидирани и преиздадени. Нейният портрет е отпечатан на банкнотата от 500 дойче марки преди Германия да приеме еврото. Портретът ѝ е също отпечатан на марка от 0.40 DM, издадена на 17 септември 1987 г. Много училища носят името ѝ. През 2005 г. модерен изследователски кораб на име „Maria S. Merian“ е пуснат на вода във Варнемюнде, Германия. Тя е почетена с Google Doodle на 2 април 2013 г. по случай 366-ата годишнина от рождението ѝ.